# Luftgau IX
Luftgau IX foi um dos Distritos Aéreos da Luftwaffe, durante a Alemanha Nazi. Formado a 4 de Fevereiro de 1938, em Weimar, foi extinto no dia 1 de Abril do mesmo ano, sendo absorvido pelo Luftgau-Kommando IV.